# Vals de Saintonge Communauté
Une proposition de fusion est en cours entre Pays des Vals de Saintonge et Vals de Saintonge Communauté.
La communauté de communes Vals de Saintonge Communauté est une communauté de communes française, située dans le département de la Charente-Maritime, en région Nouvelle-Aquitaine.

## Historique
Elle est créée le 1er janvier 2014 ; elle est issue de la fusion entre les sept communautés de communes composant le Pays des Vals de Saintonge : la Communauté de communes du Canton de Loulay, la Communauté de communes du canton de Saint-Hilaire-de-Villefranche, la Communauté de communes du Pays de Matha, la Communauté de communes du canton d'Aulnay-de-Saintonge, la Communauté de communes du Pays Savinois, la Communauté de communes du Val de Trézence, de la Boutonne à la Devise et la Communauté de communes du canton de Saint-Jean-d'Angély. En 2015, elle prend la dénomination de Vals de Saintonge Communauté.
En 2016, c'était la 2e plus grande communauté de communes de France, en nombre de communes, après la Communauté de communes de la Haute-Saintonge. En 2017, la Communauté de communes du Saulnois (128 membres) et la Communauté de communes Somme Sud-Ouest (120 membres) comptaient davantage de communes.
Le 1er janvier 2025, les communes de Nuaillé-sur-Boutonne et de Saint-Georges-de-Longuepierre fusionnent au sein de la commune nouvelle de Rives-de-Boutonne.

## Territoire communautaire

### Géographie physique
Située à l'est  du département de la Charente-Maritime, l'intercommunalité Vals de Saintonge Communauté regroupe 109 communes et présente une superficie de 1 416 km2.

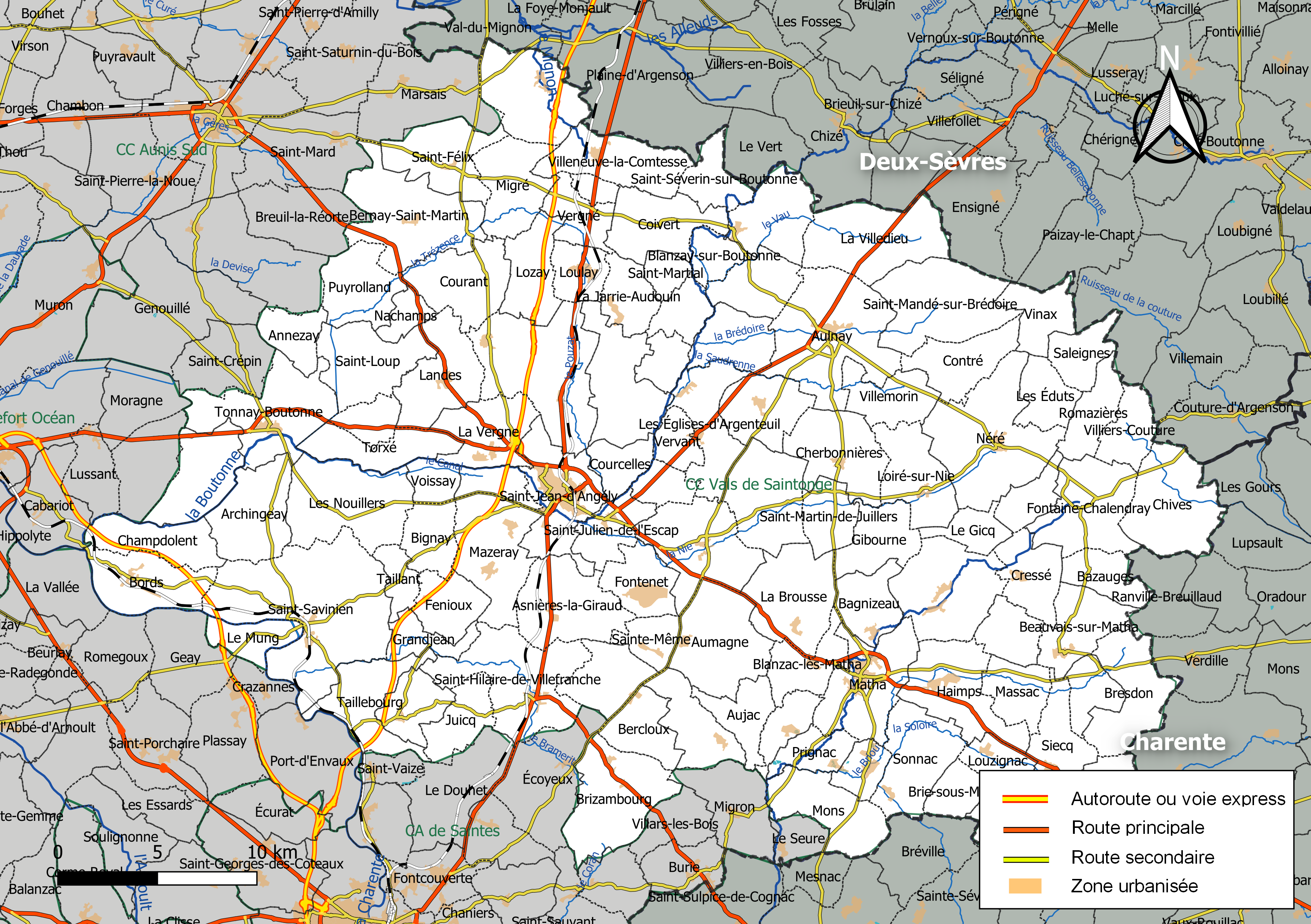
Carte de l'intercommunalité cals de Saintonge Communauté au 1er janvier 2019.

Elle possède un relief principalement plat et qui traversée par la Charente et la Boutonne.

### Transport
L'intercommunalité ne possède pas de réseau de transport urbain qui dessert les communes. Cependant, via la région, l'intercommunalité possède un réseau de transport à la demande qui permet de relier  certaines communes comme Saint-Jean-d'Angély, Saint-Savinien ou Matha.
De plus, elle possède de nombreuses gares et des lignes de bus régional qui permettent de relier les villes suivantes, dont La Rochelle, Niort ou Saintes.
Enfin, elle est traversée par l'autoroute A10 qui relie Paris à Bordeaux.

### Composition

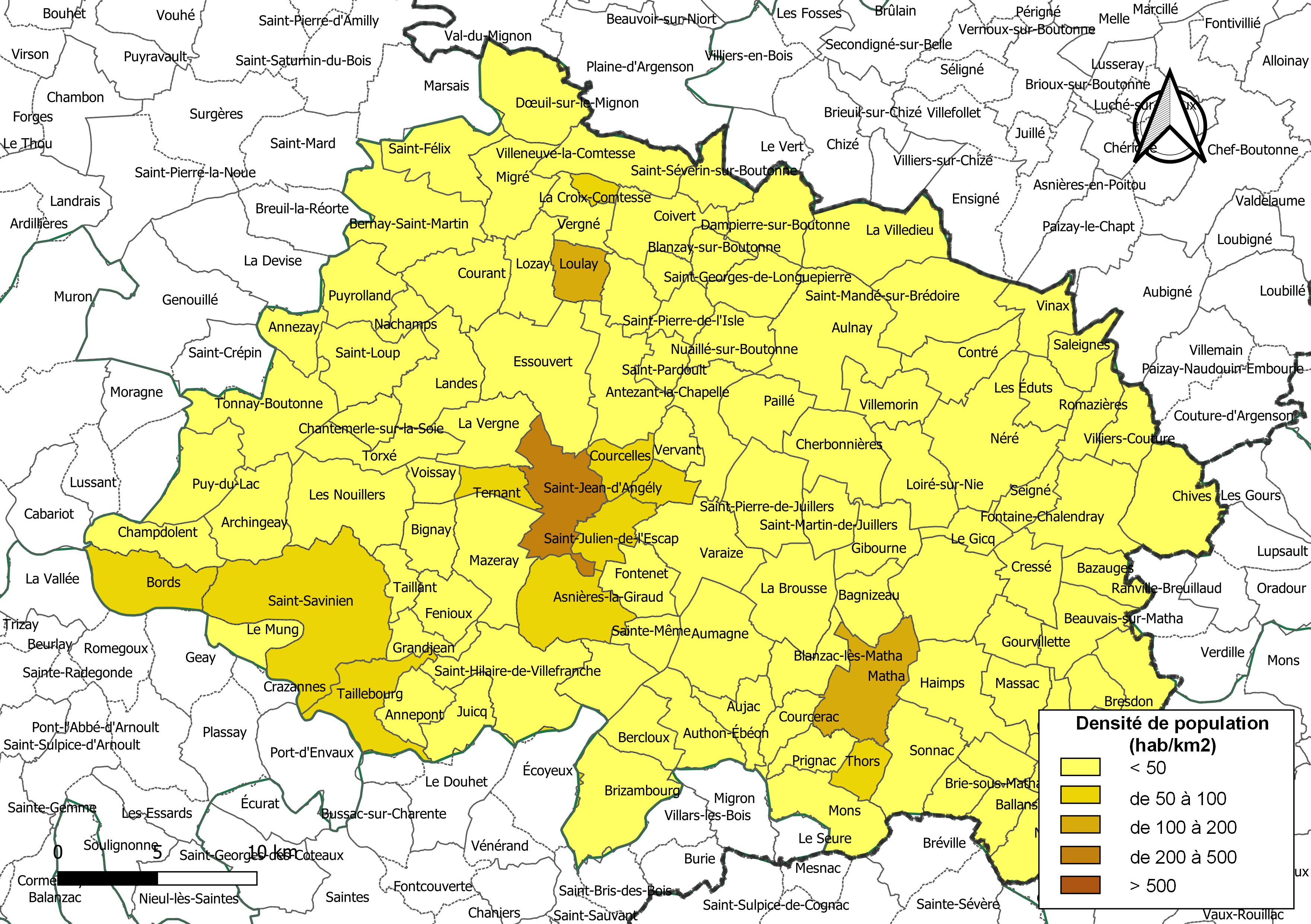
Carte des densités de population (millésimée 2016) des communes de l'intercommunalité Vals de Saintonge Communauté. Composition en communes au 1er janvier 2019.

La communauté de communes est composée des 109 communes suivantes :

| Nom                           | Code Insee | Gentilé                    | Superficie (km2) | Population (dernière pop. légale) | Densité (hab./km2) |
| ----------------------------- | ---------- | -------------------------- | ---------------- | --------------------------------- | ------------------ |
| Saint-Jean-d'Angély (siège)   | 17347      | Angériens                  | 18,78            | 6 679 (2022)                      | 356                |
| Annepont                      | 17011      | Annepontois                | 8,81             | 395 (2022)                        | 45                 |
| Annezay                       | 17012      | Anneziens                  | 7,43             | 163 (2022)                        | 22                 |
| Antezant-la-Chapelle          | 17013      | Antezantais                | 18,63            | 366 (2022)                        | 20                 |
| Archingeay                    | 17017      | Arcantois                  | 16,61            | 764 (2022)                        | 46                 |
| Asnières-la-Giraud            | 17022      | Asnierois                  | 18,64            | 980 (2022)                        | 53                 |
| Aujac                         | 17023      | Aujaquois                  | 8,73             | 373 (2022)                        | 43                 |
| Aulnay                        | 17024      | Aulnaysiens                | 30,97            | 1 359 (2022)                      | 44                 |
| Aumagne                       | 17025      | Aumagnais                  | 20,5             | 699 (2022)                        | 34                 |
| Authon-Ébéon                  | 17026      | Authonais                  | 11,65            | 398 (2022)                        | 34                 |
| Bagnizeau                     | 17029      | Bagnizeautins              | 9,63             | 179 (2022)                        | 19                 |
| Ballans                       | 17031      | Ballansois                 | 6,94             | 203 (2022)                        | 29                 |
| Bazauges                      | 17035      | Bazaugiens                 | 8,28             | 104 (2022)                        | 13                 |
| Beauvais-sur-Matha            | 17037      | Beauvaisiens               | 12,48            | 654 (2022)                        | 52                 |
| Bercloux                      | 17042      | Berclaudiens               | 9,35             | 447 (2022)                        | 48                 |
| Bernay-Saint-Martin           | 17043      | Bernaisiens                | 24,9             | 761 (2022)                        | 31                 |
| Bignay                        | 17046      | Bignaysiens                | 8,73             | 363 (2022)                        | 42                 |
| Blanzac-lès-Matha             | 17048      | Blanzacais                 | 9,42             | 330 (2022)                        | 35                 |
| Blanzay-sur-Boutonne          | 17049      | Blanzéerois                | 5,75             | 77 (2022)                         | 13                 |
| Bords                         | 17053      | Borniquais                 | 15,47            | 1 313 (2022)                      | 85                 |
| Bresdon                       | 17062      | Bresdonniens               | 16,67            | 228 (2022)                        | 14                 |
| Brie-sous-Matha               | 17067      | Briellois                  | 6,3              | 170 (2022)                        | 27                 |
| Brizambourg                   | 17070      | Brizambourgeois            | 21,26            | 978 (2022)                        | 46                 |
| La Brousse                    | 17071      | Broussiens                 | 18,84            | 516 (2022)                        | 27                 |
| Champdolent                   | 17085      | Campodoloriciens           | 12,02            | 419 (2022)                        | 35                 |
| Chantemerle-sur-la-Soie       | 17087      | Chantemerlois              | 5,72             | 214 (2022)                        | 37                 |
| Cherbonnières                 | 17101      | Cherbonnièrois             | 16,58            | 340 (2022)                        | 21                 |
| Chives                        | 17105      | Chivois                    | 20,66            | 309 (2022)                        | 15                 |
| Coivert                       | 17114      | Coivertains                | 14,78            | 196 (2022)                        | 13                 |
| Contré                        | 17117      | Contrésiens                | 12,32            | 136 (2022)                        | 11                 |
| Courant                       | 17124      | Courantais                 | 15,46            | 442 (2022)                        | 29                 |
| Courcelles                    | 17125      | Courcellois                | 6,77             | 454 (2022)                        | 67                 |
| Courcerac                     | 17126      | Courceracais               | 6,2              | 311 (2022)                        | 50                 |
| Cressé                        | 17135      | Cressois                   | 10,96            | 225 (2022)                        | 21                 |
| La Croix-Comtesse             | 17137      | Crucicomtessins            | 2,62             | 223 (2022)                        | 85                 |
| Dampierre-sur-Boutonne        | 17138      | Dampierrois                | 14,04            | 271 (2022)                        | 19                 |
| Dœuil-sur-le-Mignon           | 17139      | Doeuillois                 | 19,33            | 373 (2022)                        | 19                 |
| Les Éduts                     | 17149      | Édutois                    | 8,05             | 58 (2022)                         | 7,2                |
| Les Églises-d'Argenteuil      | 17150      | Argenteuillais             | 14,29            | 533 (2022)                        | 37                 |
| Essouvert                     | 17277      | Essouvertois               | 30,23            | 1 029 (2022)                      | 34                 |
| Fenioux                       | 17157      | Fenouillards               | 9,36             | 168 (2022)                        | 18                 |
| Fontaine-Chalendray           | 17162      |                            | 18,86            | 224 (2022)                        | 12                 |
| Fontenet                      | 17165      | Fontenésiens               | 10,27            | 392 (2022)                        | 38                 |
| Gibourne                      | 17176      | Gibournais                 | 11               | 103 (2022)                        | 9,4                |
| Le Gicq                       | 17177      | Gicquois                   | 5,97             | 119 (2022)                        | 20                 |
| Gourvillette                  | 17180      | Gourvillettois             | 8,01             | 107 (2022)                        | 13                 |
| Grandjean                     | 17181      | Grandjeannais              | 6,1              | 310 (2022)                        | 51                 |
| Haimps                        | 17188      | Haimpsois                  | 18,47            | 452 (2022)                        | 24                 |
| La Jarrie-Audouin             | 17195      | Jarriens                   | 8,41             | 272 (2022)                        | 32                 |
| Juicq                         | 17198      | Juicquais                  | 9,25             | 314 (2022)                        | 34                 |
| Landes                        | 17202      | Landais                    | 16,05            | 575 (2022)                        | 36                 |
| Loiré-sur-Nie                 | 17206      | Loiréens                   | 14,4             | 284 (2022)                        | 20                 |
| Loulay                        | 17211      | Loulaysiens                | 7,3              | 761 (2022)                        | 104                |
| Louzignac                     | 17212      | Louzignacais               | 6,13             | 172 (2022)                        | 28                 |
| Lozay                         | 17213      | Lozéens                    | 11,85            | 155 (2022)                        | 13                 |
| Macqueville                   | 17217      | Macquevillois              | 11,21            | 296 (2022)                        | 26                 |
| Massac                        | 17223      | Massacois                  | 9,15             | 183 (2022)                        | 20                 |
| Matha                         | 17224      | Mathaliens                 | 19,08            | 2 202 (2022)                      | 115                |
| Mazeray                       | 17226      | Mazériens                  | 19,38            | 990 (2022)                        | 51                 |
| Migré                         | 17234      | Migréens                   | 14,3             | 354 (2022)                        | 25                 |
| Mons                          | 17239      | Monsois                    | 15,63            | 446 (2022)                        | 29                 |
| Le Mung                       | 17252      | Méléduniens                | 7,52             | 313 (2022)                        | 42                 |
| Nachamps                      | 17254      | Nachamptais                | 4,18             | 204 (2022)                        | 49                 |
| Nantillé                      | 17256      | Nantillais                 | 10,78            | 326 (2022)                        | 30                 |
| Néré                          | 17257      | Néréens                    | 29,97            | 667 (2022)                        | 22                 |
| Neuvicq-le-Château            | 17261      | Neuvicquois ou Neuvicquais | 15,14            | 346 (2022)                        | 23                 |
| Les Nouillers                 | 17266      | Novelariens                | 24,15            | 724 (2022)                        | 30                 |
| Paillé                        | 17271      | Pallaciens                 | 12,44            | 327 (2022)                        | 26                 |
| Poursay-Garnaud               | 17288      | Garnaudiens                | 5,22             | 312 (2022)                        | 60                 |
| Prignac                       | 17290      | Prignacais                 | 6,77             | 286 (2022)                        | 42                 |
| Puy-du-Lac                    | 17292      | Puy-Laquois                | 14,6             | 521 (2022)                        | 36                 |
| Puyrolland                    | 17294      |                            | 12,98            | 184 (2022)                        | 14                 |
| Rives-de-Boutonne             | 17268      |                            | 21,17            | 422 (2022)                        | 20                 |
| Romazières                    | 17301      | Romaziens                  | 8,7              | 83 (2022)                         | 9,5                |
| Saint-Félix                   | 17327      | Saint-Féliciens            | 15,23            | 322 (2022)                        | 21                 |
| Saint-Hilaire-de-Villefranche | 17344      | Hilairois                  | 25,08            | 1 350 (2022)                      | 54                 |
| Saint-Julien-de-l'Escap       | 17350      | Escapiens                  | 8,68             | 857 (2022)                        | 99                 |
| Saint-Loup                    | 17356      | Lupéens                    | 16,42            | 312 (2022)                        | 19                 |
| Saint-Mandé-sur-Brédoire      | 17358      | Saint-Mandéens             | 23,21            | 298 (2022)                        | 13                 |
| Saint-Martial                 | 17361      | Saint-Martialais           | 4,07             | 110 (2022)                        | 27                 |
| Saint-Martin-de-Juillers      | 17367      | Saint-Martiniers           | 8,38             | 152 (2022)                        | 18                 |
| Saint-Ouen-la-Thène           | 17377      | Audoniens                  | 7,01             | 137 (2022)                        | 20                 |
| Saint-Pardoult                | 17381      | Saint-Pardoltiens          | 5,6              | 214 (2022)                        | 38                 |
| Saint-Pierre-de-Juillers      | 17383      |                            | 17,59            | 347 (2022)                        | 20                 |
| Saint-Pierre-de-l'Isle        | 17384      | Islitiens                  | 6,43             | 268 (2022)                        | 42                 |
| Saint-Savinien                | 17397      | Savinois                   | 47               | 2 458 (2022)                      | 52                 |
| Saint-Séverin-sur-Boutonne    | 17401      | Saint-Séverinois           | 7,78             | 93 (2022)                         | 12                 |
| Sainte-Même                   | 17374      | Saint-Mêmois               | 6,15             | 225 (2022)                        | 37                 |
| Saleignes                     | 17416      | Saleignois                 | 7,89             | 57 (2022)                         | 7,2                |
| Seigné                        | 17422      |                            | 6,43             | 91 (2022)                         | 14                 |
| Siecq                         | 17427      | Siecquois                  | 11,66            | 213 (2022)                        | 18                 |
| Sonnac                        | 17428      | Sonnacais                  | 17,12            | 503 (2022)                        | 29                 |
| Taillant                      | 17435      | Taillantais                | 4,96             | 191 (2022)                        | 39                 |
| Taillebourg                   | 17436      | Taillebourgeois            | 14,25            | 782 (2022)                        | 55                 |
| Ternant                       | 17440      | Ternantais                 | 5,61             | 381 (2022)                        | 68                 |
| Thors                         | 17446      | Thorsais                   | 5,55             | 470 (2022)                        | 85                 |
| Tonnay-Boutonne               | 17448      | Boutonnais                 | 22,73            | 1 190 (2022)                      | 52                 |
| Torxé                         | 17450      | Torxéens                   | 11,43            | 252 (2022)                        | 22                 |
| Les Touches-de-Périgny        | 17451      | Priniens                   | 21,56            | 544 (2022)                        | 25                 |
| Varaize                       | 17459      | Varaiziens                 | 20,48            | 545 (2022)                        | 27                 |
| La Vergne                     | 17465      | Vergnauds                  | 13,97            | 610 (2022)                        | 44                 |
| Vergné                        | 17464      | Vergnauds                  | 8                | 168 (2022)                        | 21                 |
| Vervant                       | 17467      | Vervantais                 | 5,62             | 244 (2022)                        | 43                 |
| La Villedieu                  | 17471      | Villadéens                 | 22,27            | 203 (2022)                        | 9,1                |
| Villemorin                    | 17473      | Villemorinois              | 10,67            | 125 (2022)                        | 12                 |
| Villeneuve-la-Comtesse        | 17474      | Villeneuvois               | 15,9             | 745 (2022)                        | 47                 |
| Villiers-Couture              | 17477      | Villiérois                 | 8,37             | 108 (2022)                        | 13                 |
| Vinax                         | 17478      | Vineaubourgeois            | 9,19             | 67 (2022)                         | 7,3                |
| Voissay                       | 17481      | Voissayens                 | 5,06             | 172 (2022)                        | 34                 |

### Démographie
| 1968   | 1975   | 1982   | 1990   | 1999   | 2006   | 2011   | 2016   | 2022   |
| ------ | ------ | ------ | ------ | ------ | ------ | ------ | ------ | ------ |
| 56 368 | 53 667 | 52 343 | 50 722 | 49 878 | 51 222 | 53 000 | 52 563 | 52 430 |

## Administration

### Siège
Le siège de la communauté de communes est situé à Saint-Jean-d'Angély.

### Les élus
Le conseil communautaire de la communauté de communes se compose de 138 conseillers, élus pour une durée de six ans.
Ils sont répartis comme suit :
| Nombre de conseillers | Communes                                                  |
| --------------------- | --------------------------------------------------------- |
| 15                    | Saint-Jean-d'Angély                                       |
| 5                     | Saint-Savinien                                            |
| 4                     | Matha                                                     |
| 3                     | Aulnay, Bords                                             |
| 2                     | Essouvert, Saint-Hilaire-de-Villefranche, Tonnay-Boutonne |
| 1 (+1 suppléant)      | les 102 autres communes                                   |

### Présidence
- Jean-Claude Godineau, maire de Saint-Savinien, président,
- Annie Pérochon, maire de Saint-Mandé-sur-Brédoire, vice-présidente chargée de la communication, et des relations au territoire,
- Gérard Bielka, Maire de Migré, vice-président chargé des finances, des ressources humaines et de l'administration générale,
- Françoise Mesnard, maire de Saint-Jean-d'Angély, vice-président chargé de l'économie et du tourisme,
- Julien Gourraud, maire de Tonnay-Boutonne, vice-président chargé de l'aménagement, de l'urbanisme et de l'environnement,
- Wilfried Hairie, maire de Matha, vice-président chargé de l'immobilier et de la logistique
- Maurice Perrier, maire de Loulay, vice-président chargé de l'enfance, de la petite enfance, de la jeunesse et de l'éducation,
- Daniel Lagarde, adjoint au maire d'Aulnay, vice-président chargé du sport, de la culture, du patrimoine et des associations,
- Didier Bascle, maire de Saint-Hilaire-de-Villefranche, vice-président chargé de la cohésion sociale et de la solidarité,

- Alain Villeneuve, maire de La Villedieu, conseiller communautaire délégué aux finances,
- René Escloupier, maire d'Aumagne, conseiller communautaire délégué aux ressources humaines,
- Hubert Coupez, maire de Beauvais-sur-Matha, conseiller communautaire délégué au numérique et aux nouvelles technologies,
- Pierre Denéchère, maire de Neuvicq-le-Château, conseiller communautaire délégué au tourisme,
- Cyril Chappet, adjoint au maire de Saint-Jean-d'Angely, conseiller communautaire délégué à l'économie locale,
- Frédéric Bruneteau, maire de Le Mung, conseiller communautaire délégué à l'urbanisme,
- Frédéric Émard, maire de Saint-Julien-de-l'Escap, conseiller communautaire délégué à la GEMAPI et à l'eau,
- Annie Poinot-Rivière, maire de Bernay-Saint-Martin, conseillère communautaire déléguée à l'environnement et à la transition énergétique,
- Sylviane Dornat, adjointe au maire de Saint-Savinien, conseillère communautaire déléguée aux transports et mobilités
- Michel Pelletier, maire de Landes, conseiller communautaire délégué à l'immobilier, à la logistique et à la technique
- Henri Auger, maire de Essouvert, conseiller communautaire délégué à l'éducation et aux écoles,
- Joël Wiciak, maire de Les Touches-de-Périgny, conseiller communautaire délégué à l'éducation et aux écoles,
- Laurent Bouillé, maire de Sonnac, conseiller communautaire délégué à l'enfance et à la jeunesse,
- Valérie Bouillaguet, maire de Champdolent, conseillère communautaire déléguée à la petite enfance et à la parentalité,
- Alain Foucher, maire de Grandjean, conseiller communautaire délégué aux équipements sportifs,
- Philippe Barrière, adjoint au maire de Saint-Jean-d'Angély, conseiller communautaire délégué aux sports,
- Jacky Raud, adjoint au maire de La Jarrie-Audouin, conseiller communautaire délégué au patrimoine, à la culture et aux animations locales,
- Dominique Guillon, maire de Saint-Pardoult, conseiller communautaire délégué à la santé,
- Philippe Harmégnies, maire de Courcelles, conseiller communautaire délégué à la cohésion sociale,
- Ornella Tache, maire de Paillé, conseillère communautaire déléguée aux ESS et à l'insertion,

| Période | Période  | Identité             | Étiquette | Qualité |
| ------- | -------- | -------------------- | --------- | --- |
| 2014    | En cours | Jean-Claude Godineau | DvD       | Maire de Saint-Savinien (2008 → ) Conseiller général du canton de Saint-Savinien (2008 → 2015) Conseiller départemental du canton de Saint-Jean-d'Angély (2015 → ) |

### Compétences
Vals de Saintonge communauté, comme d'autres intercommunalités, possède des compétences sur les secteurs suivants :
- L'aménagement de l'espace
- La création de lieu afin d'accueillir les gens du voyage
- La collecte et la gestion des déchets. Pour Vals de Saintonge communauté, la collecte et la gestion des déchets est géré par Cyclad
- La gestion de l'eau.
À ses compétences d'autres peuvent s'ajouter, mais cela reste optionnel comme l'entretien des voies ou la gestion des espaces sportifs et culturels.

### Régime fiscal et budget
Le régime fiscal de la communauté de communes est la fiscalité professionnelle unique (FPU).

## Projets et réalisations
La communauté de commune souhaite réaliser différents projets autour de 4 enjeux :
- Réduire les inégalités
- Produire de la richesse
- Rendre attractif le territoire
- La transition écologique
Pour répondre à ses enjeux, la communauté de communes a réalisé différents projets. Parmi ses projets, on peut citer les suivants :
- Les thermes de Saint-Jean-d'Angély, la ville a pour projet de devenir une ville thermale d'ici 2027/2028 avec l'objectif d'accueillir 5000 curistes par an, et, de créer 200 emplois.
- La création de circuits de kayak sur le bord de la Boutonne dans le but de valoriser l'écosystème, d'attirer des touristes, et de développer cette actualité sportive dans la communauté de communes.
- Le Cinévals à Saint-Jean-d'Angély. Ouvert en 2021, le Cinévals est un complexe accueillant 3 salles de cinéma. Ce lieu a pour objectif de remplacer l'ancien cinéma de Saint-Jean-d'Angély qui ne disposait qu'une seule salle.